# Okli, Vînohradiv
Okli (în ucraineană Оклі) este un sat în comuna Nevetlenfalău din raionul Vînohradiv, regiunea Transcarpatia, Ucraina.

## Demografie
Componența lingvistică a localității Okli
     Maghiară (96,72%)
     Ucraineană (2,46%)
     Alte limbi (0,27%)
Conform recensământului din 2001, majoritatea populației localității Okli era vorbitoare de maghiară (96,72%), existând în minoritate și vorbitori de ucraineană (2,46%).